# Люди в чорному: Інтернешнл
«Люди в чорному: Інтернешнл» (англ. Men in Black: International) — американський науково-фантастичний комедійний бойовик режисера Фелікса Ґері Ґрея. Фільм є спінофом серії «Люди в чорному», заснованій на однойменному коміксі Малібу та Marvel авторства Ловелла Каннінгема. У фільмі знялися актори Кріс Гемсворт, Тесса Томпсон, Ліам Нісон, а також Ребекка Фергюсон і Рейф Сполл.
Розмови про четвертий фільм почалися одразу після виходу третього фільму у 2012 році. У лютому 2018 року Гемсворт погодився очолити спіноф, а Грей був найнятий режисером, Томпсон приєдналася до акторського складу в наступному місяці. Знімання фільму студією «Sony Pictures» проходили в Лондоні, Марокко, Італії та Нью-Йорку з липня до жовтня 2018 року. Прем'єра фільму відбулася у Сполучених Штатах на 11 червня 2019 року, в Україні — з 13 червня.

## Сюжет
Команда Людей в чорному (ЛВЧ) в Лондоні. Секретні агенти виявляються залученими в таємницю вбивства, яке відправляє їх подорожувати по світу.

## Ролі
| Актор                  | Роль                                         |
| ---------------------- | -------------------------------------------- |
| Мандея Флорі           | Моллі у дитинстві                            |
| Тесса Томпсон          | агент Ем / Моллі                             |
| Кріс Гемсворт          | агент Ейч / Генрі                            |
| Ліам Нісон             | глава британського підрозділу ЛВЧ високий Ті |
| Кумейл Нанджіані       | Пішачок (голос)                              |
| Емма Томпсон           | глава американського підрозділу ЛВЧ агент О  |
| Рейф Сполл             | агент Сі                                     |
| Ребекка Фергюсон       | інопланетянка Різа                           |
| хіп-хоп дует Les Twins | інопланетяни-мисливці за таємною зброєю      |
| Аріана Ґранде          | інопланетянка на екрані телевізора           |

## Виробництво

### Фільмування
Основне фільмування стрічки розпочалися 9 липня 2018 року в Лондоні, і продовжився у Марокко, Італії та Нью-Йорку. Емма Томпсон була заявлена як продовження своєї ролі Агента О у фільмі пізніше в тому ж місяці. У серпні 2018 Ребекка Фергюсон приєдналася до акторського складу фільму. 17 жовтня Гемсворт підтвердив, що фільмування були завершені.

## Маркетинг
Перший плакат вийшов 22 травня 2018 року. Перший трейлер вийшов у всьому світі 20 грудня 2018 року.